# Szczep (biologia)
Szczep – wieloznaczny termin stosowany w biologii, zwykle dla określenia grupy gatunków wywodzących się od wspólnego przodka.
W mikrobiologii nazwę tę stosuje się na określenie populacji drobnoustrojów (zobacz: szczep (mikrobiologia)), w klasyfikacji biologicznej jako kategorię pomocniczą o różnej randze, np. w teriologii stosowana jest jako kategoria niższa od podgromady, a wyższa od rzędu, a z kolei w systematyce ptaków używa się jej dla kategorii niższej od podrodziny – tribus. W tym ostatnim przypadku, ponieważ jest to niejednoznaczne i mylące, zaleca się raczej używanie nazwy plemię (tribus). W zoosocjologii mianem szczepu określa się grupę rozrodczą zwaną rodziną klanową, o minimum 3 pokoleniach, a w paleontologii jest to grupa organizmów wywodzących się od wspólnego przodka, tworząca linię filogenetyczną.